# Trabilla

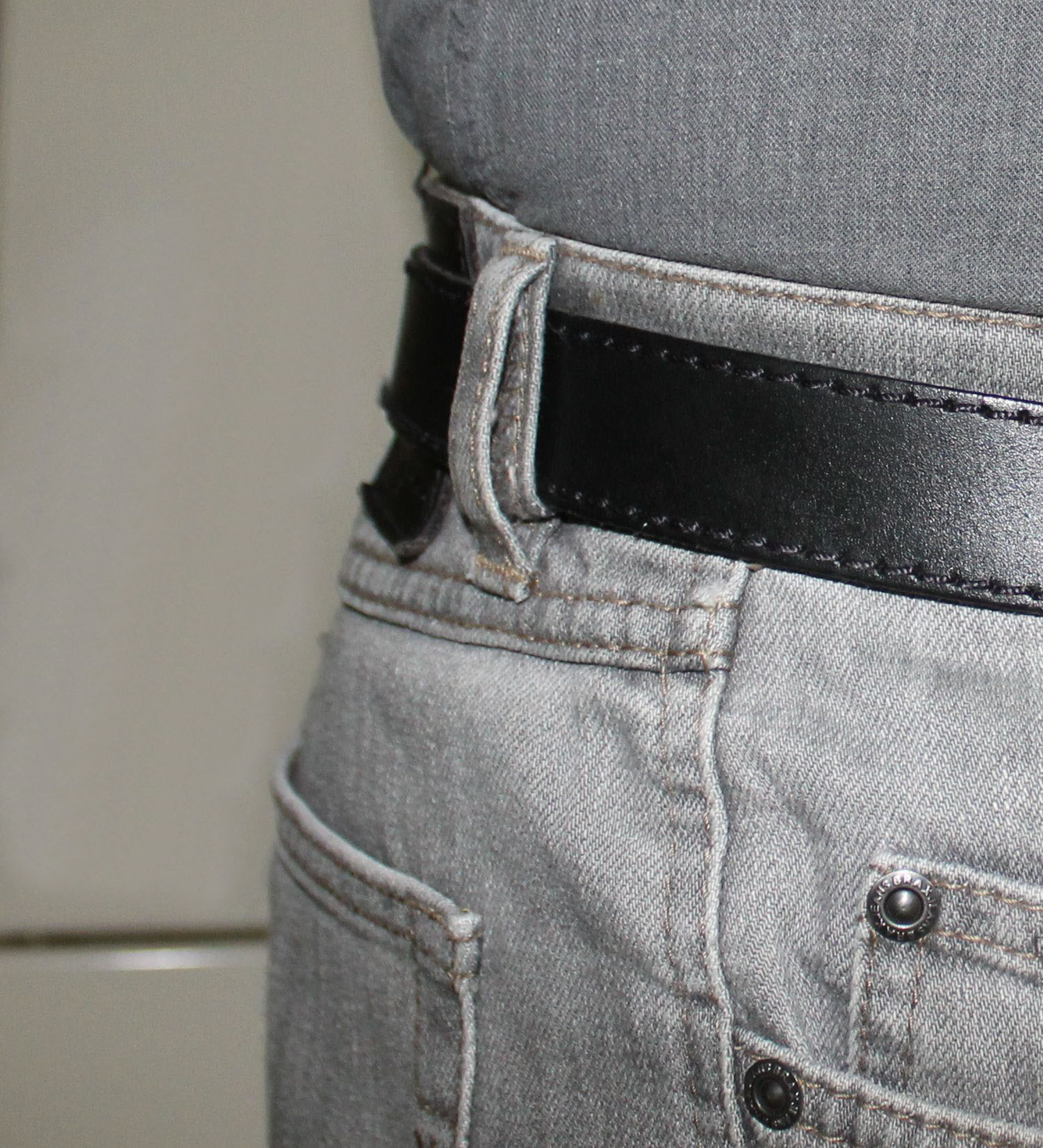
Un hombre con pantalón con un cinturón negro y se aprecia que el pantalón tiene una trabilla.

La trabilla o presilla (Del latín prensa, participio de prehendere "coger, atrapar"), y también llamado chicote (en Panamá), es una tira de tela que ayuda sujetar el cinturón del pantalón, pantalón corto, falda o prenda similar. 

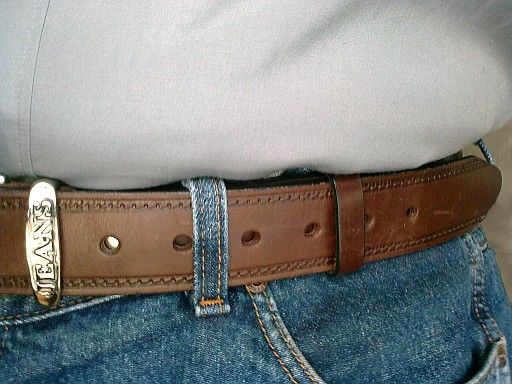
Cinturón en un pantalón. Se aprecian tres tipos de trabillas: una cosida a la prenda (centro), otra fijada al cinturón (izquierda) y otra que se puede quitar libremente (derecha).

## Historia
Parece haber cierta confusión sobre cuándo se empezaron a utilizar las presillas para cinturón. El verano de 1893 llevó a los hombres a dejar los aparatos ortopédicos y optar por cinturones. La tendencia continuó y aumentó la popularidad y aceptabilidad de los cinturones, pero, sin embargo, hay evidencia de presillas en uniformes de béisbol que datan de 1857, sin embargo, nunca tuvieron éxito entre el público en general. Los uniformes tenían cuatro presillas, dos a los lados y uno en la parte delantera y trasera.
En 1922 la marca Levi's introdujo las presillas para cinturón cuando lanzaron su Jean 501. La inclusión de trabillas fue imitada no solo por otros fabricantes de jeans, sino en casi todos los pantalones.  
Hasta la década de 1920, los cinturones se consideraban elementos decorativos y estaban reservados principalmente para uniformes militares. Sin embargo, después de la Primera Guerra Mundial, la ropa de alta gama empezó a incluir cinturones. A medida que la tendencia se popularizó entre una generación más joven de hombres que acababan de regresar de la guerra y comenzaban a ingresar a la fuerza laboral, se hicieron necesarias las trabillas para el cinturón. Durante un tiempo, los botones de los tirantes y la cincha trasera (el precursor de las presillas) permanecieron en los jeans junto a las presillas para atraer a los caballeros mayores. Sin embargo, en 1933 era común que los compradores hicieran que los empleados de la tienda cortaran la cincha del cinturón y los botones de los tirantes antes de partir con sus nuevas compras. En 1942, el cinturón finalmente se hizo cargo y el Levi's Jean 501 se lanzó al mercado sin cincha trasera ni botones de tirantes. La escasez de recursos de la Segunda Guerra Mundial ayudó a esto, ya que el gobierno de los Estados Unidos exigió a los fabricantes que eliminaran una cierta cantidad de material de sus prendas.
Además los hombres preferireron utilizar cinturones debido a su imagen de «ropa interior», algunos hombres cambiaron a cinturones durante la década de 1930, ya que los chalecos que tenían tirantes ocultos se usaron con menos frecuencia y porque también los tirantes empezaron perder popularidad, además los cinturones eran más cómodos que los tirantes.